# Victor Ginzburg
Victor Ginzburg (Moscou, 1957) é um matemático russo-estadunidense, que trabalha com teoria de representação e geometria não-comutativa.
O livro "Representation theory and complex geometry", por Neil Chriss e Ginzburg, é atualmente um texto clássico sobre a teoria da representação geométrica. Em um influente artigo por Alexander Beilinson, Ginzburg e Wolfgang Soergel, os autores introduziram o conceito de dualidade de Koszul e a técnica das "categorias mistas" na teoria da representação. Ginzburg e Mikhail Kapranov desenvolveram a teoria da dualidade de Koszul para operades.
Ginzburg obteve um doutorado na Universidade Estatal de Moscou em 1985, orientado por Alexandre Kirillov e Israel Gelfand. É atualmente professor de matemática na Universidade de Chicago.

## Selected publications
- ———; Chriss, N. (1997), Representation theory and complex geometry, Boston: Birkhäuser.
- ———; Kapranov, M. (1994), «Koszul duality for operads», Duke Math. J., 76: 203–272, arXiv:0709.1228, doi:10.1215/s0012-7094-94-07608-4.
- ———; Beilinson, A.; Soergel, W. (1996), «Koszul duality patterns in representation theory» (PDF), J. Amer. Math. Soc., 9: 473–527.
- ——— (2005). «Lectures on Noncommutative Geometry». arXiv:math/0506603.
- ———; Etingof, E. (2002), «Symplectic reflection algebras, Calogero-Moser space, and deformed Harish-Chandra homomorphism», Invent. Math., 147: 243–348, arXiv:math/0011114.
- ——— (2006). «Calabi-Yau Algebras». arXiv:math/0612139.